# Route nationale 481
Die N481 war von 1933 bis 1973 eine französische Nationalstraße, die zwischen Cluny und Chagny verlief. Ihre Länge betrug 59 Kilometer. 2011 wurde die A48 zwischen der Verzweigung mit der A480 und ihrem Ende in Grenoble zur Nationalstraße 481 abgestuft, da ein Teil dieser Straße für eine Straßenbahnlinie vorgesehen ist.